# Мошенничество (фильм, 1993)
«Мошенничество» (англ. Scam, другое название англ. Miami Affairs) — американская телевизионная криминальная драма режиссёра Джона Флинна по роману Крэйга Смита Ladystinger. Премьера фильма состоялась 22 мая 1993 года.

## Сюжет
Привлекательная женщина знакомится с мужчинами в ресторане, а после этого заводит их в гостиничный номер, где усыпляет и обворовывает. Но однажды её ловят с поличным. Поймавший оказывается не представителем власти, а также мошенником, который имеет на неё определённые планы. Вместе они пытаются осуществить грандиозную аферу.

## В ролях
- Кристофер Уокен — Джек Шэнкс
- Лоррейн Бракко — Мэгги Рорер
- Мигель Феррер — Барри Ландерс
- Мартин Донован — Гордон Уэкслер
- Джеймс МакДэниел — Дэниел Пул
- Дэниел фон Барген — Альберт Маглиокко
- Эрик Авари — мистер Аюб
- Скипп Саддат — Боб Саркоминия
- Макси Прист — таксист
- Джеймс Уокер — Артур Хоппер
- Эдгар Аллан По IV — Арти Де Сула
- Роб Фуллер — Томми
- Кармен Лопес — официантка
- Донна Свеннвик — американка
- Джеральд Оуэнс — эксперт по компьютерам

## Съёмочная группа
- Режиссёр-постановщик: Джон Флинн
- Сценарист: Крэйг Смит
- Продюсер: Дэвид Ланкастер
- Оператор: Рик Уэйт
- Композитор: Стивен Грациано
- Художник-постановщик: Марек Добровольски
- Художник по костюмам: Эбигейл Мюррей
- Гримёры: Анджело Ди Бьясе, Джон Собек, Марк Уиттенберг
- Монтажёр: Майкл Н. Нью
- Звукорежиссёры: Гэри Коппола, Джеффри Л. Сэндлер, Стейси Сараво, Патрик М. Гриффит
- Звуковые эффекты: Джим Лавлесс, Роланд Н. Таи, Майкл Уэзеруокс, Кирк Дэвенпорт, Сильви Ли Гриффит
- Спецэффекты: Фил Кори, Кен Спид (нет в титрах)
- Визуальные эффекты: Билл Хэнсард
- Постановщик трюков: Арти Малески

## Саундтрек
- «GROOVIN' IN THE MIDNIGHT» в исполнении Макси Приста
- «MURDER SHE WROTE» в исполнении Чаки Демуса и группы Pliers
- «MY ANGEL» в исполнении Донована Стила
- «ACTION» в исполнении Надин Сазерленд и группы Terror Fabulous
- «BOW WOW WOW» в исполнении Шэгги
- «REMEMBER ME» в исполнении Лаки Дьюба
- «ONE MORE CHANCE» в исполнении Макси Приста
- «IT’S NOT EASY» в исполнении Лаки Дьюба
- «CRAZY WORLD» в исполнении Лаки Дьюба
- «WHATEVER YOU WANT» в исполнении Лизы Фишер и Макси Приста

## Отзывы
Кинокритик Сергей Кудрявцев в своей книге «3500 кинорецезий» так пишет о фильме:

«Интерес к этой телевизионной картине падает по мере развития действия и приближения к развязке. Начавшись как оригинальный мелодраматический триллер о роковой женщине-воровке Мэгги Рорер, которая попала в хитроумные сети Джека Шэнкса, бывшего агента ФБР, фильм постепенно превращается в заурядное произведение об охоте за деньгами бухгалтера-мафиози. Даже внезапные повороты сюжета и перемена ролей каждого из участников замысловатой операции не могут компенсировать утрату заданного в начале особого стиля повествования».